# Massimo Galli (infettivologo)
Massimo Galli (Milano, 11 luglio 1951) è un medico italiano.

## Biografia
Dopo essersi diplomato al Liceo classico Cesare Beccaria, si laurea in Medicina e Chirurgia all'Università di Milano nel 1976. Dal 1978 lavora nel reparto di Malattie Infettive dell'Ospedale Luigi Sacco, di cui diventa Primario dal 2008. Professore Ordinario di Malattie Infettive all'Università di Milano dal 2000, è autore di oltre 500 pubblicazioni scientifiche su riviste internazionali, molte delle quali dedicate allo studio di HIV/AIDS.
Dall'inizio della pandemia da SARS-CoV-2, ha prodotto oltre sessanta pubblicazioni scientifiche sul tema, acquisendo con il suo gruppo di collaboratori – con i quali è stato in prima linea nell'assistenza e cura dei pazienti con COVID-19 – un ruolo di riferimento nazionale, per il quale la sua testimonianza è stata frequentemente richiesta in trasmissioni televisive nazionali ed internazionali e da varie testate giornalistiche (Otto e mezzo, Che tempo che fa, L'aria che tira, Fuori dal coro).
Andato in pensione a novembre 2021, allo scadere dell'anno accademico successivo al compimento del settantesimo anno di età, continua ad occuparsi di ricerca.

## Procedimenti giudiziari
A ottobre 2021, poco prima del suo pensionamento, Massimo Galli è stato indagato dalla procura di Milano per falso ideologico e turbativa d'asta in un'inchiesta su concorsi universitari truccati. Dopo il processo, nel luglio 2024 Galli è stato condannato a 1 anno e 4 mesi per falso ideologico.